# Alexander Michailowitsch Ljapunow

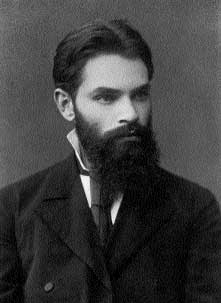
Alexander Michailowitsch Ljapunow

Alexander Michailowitsch Ljapunow (russisch Александр Михайлович Ляпунов, wissenschaftliche Transliteration Aleksandr Michajlovič Ljapunov; * 25. Maijul. / 6. Juni 1857greg. in Jaroslawl; † 3. November 1918 in Odessa) war ein russischer Mathematiker und Physiker. Übliche Schreibweisen sind auch Ljapunov, Ljapunoff oder (insbesondere im Englischen) Lyapunov und Liapunov.

## Elternhaus
Ljapunows Vater, Michail Ljapunow (1820–1868) war ein bekannter Astronom und Direktor des Jaroslawler Demidowski-Lyzeums. Wegen der Reaktion der Universitätsadministration auf den Weggang Lobatschewskis gab er seine Tätigkeit am Observatorium der Kasaner Universität 1864 ganz auf. Er übersiedelte mit seiner Familie auf den Besitz seiner Ehefrau im Gouvernement Simbirsk, wo er seine Zeit der Unterrichtung seiner ältesten Söhne, Alexander und Sergej (1859–1924) widmete. Sergej und ein weiterer Sohn, Boris, schlugen später eine Laufbahn als Komponist ein. Der Vater verbrachte die langen Winterabende mit den Söhnen und unterrichtete sie mit Hilfe von Spielen auf Landkarten der ganzen Welt. Er besaß viele Bücher in Russisch, Deutsch und Französisch über Mathematik, Astronomie, Philosophie, Geschichte, Ethnographie, Politische Ökonomie und Literatur. Nach dem plötzlichen Tod seines Vaters wurde Alexander von seinem Onkel R. M. Setschenow (russisch Р. М. Сеченов), Bruder des berühmten Physiologen Iwan Setschenow, unterrichtet. Dort wurde er gemeinsam mit seiner Cousine, seiner späteren Ehefrau Natalja Rafailowna, unterrichtet. Im Jahre 1870 übersiedelte seine Mutter mit ihren Söhnen nach Nischni Nowgorod, wo er von der dritten Klasse ab das Gymnasium besuchtem, das er 1876 mit Auszeichnung absolvierte.

## Karriere
Ljapunow studierte an der physikalisch-mathematischen Fakultät der Universität Sankt Petersburg; dort war Andrei Markow ein Kommilitone von ihm und ein enger Freund. Am Anfang besuchte er die Vorlesungen von Mendelejew über Chemie. Nach einem Monat wechselte er zur Mathematik, besuchte aber weiterhin die Chemie-Vorlesungen. Zu seinen Professoren in Mathematik gehörten Tschebyschow und seine Studenten Alexander Korkin und Jegor Solotarew. Ljapunow schrieb seine ersten eigenständigen Arbeiten unter der Anleitung des Mechanik-Professors Dmitri Bobyljow (1842–1917). Im vierten Studienjahr errang er auf Vorschlag der Fakultät eine Goldmedaille für eine Arbeit in der Hydrostatik. Diese Arbeit war die Grundlage seiner ersten Veröffentlichung Über das Gleichgewicht von schweren Körpern in dichten Flüssigkeiten, die sich in Behältern bestimmter Form befinden (О равновесии тяжелых тел в тяжелых жидкостях, содержащихся в сосуде определенной формы) und Über das Potential des hydrostatischen Druckes (О потенциале гидростатических давлений). In beiden Arbeiten nutzte er viele neue Herangehensweisen und entwickelte neue strenge Beweise für einige vorher unvollständige Theoreme der Hydrostatik. Mit der ersten Arbeit errang er den Titel eines „Kandidaten der mathematischen Wissenschaften“, was dem deutschen Doktortitel entspricht. Nun konnte er die Universität verlassen, um sich für die Berufung zum Professorenamt vorzubereiten.
Im Jahre 1882 bestand er erfolgreich das Magister-Examen und erlangte später, 1885, den Magister-Titel für die Angewandte Mathematik mit der Dissertation Über die Stabilität von elliptischen Gleichgewichtsformen rotierender Flüssigkeiten. (Об устойчивости эллипсоидальных форм равновесия вращающейся жидкости). Diese Arbeit behandelte eine wichtige und schwierige Problematik zum Verständnis der Gestalt von rotierenden Flüssigkeiten, der Frage ob bei hohen Rotationsgeschwindigkeiten, bei denen das Ellipsoid als Gleichgewichtsfigur instabil wurde, neue Gleichgewichtsfiguren auftreten. Tschebyschow hatte diese Aufgabe auch Solotarew und Sofja Kowalewskaja angeboten, und Tschebyschow war sich ihrer Schwierigkeit bewusst. Wladimir Steklow, ein Schüler von Ljapunow und später Mitglied der Akademie der Wissenschaften, hat dazu bemerkt: „Tschebyschew sah in dem jungen Mann ein solch immenses Forschungspotential, dass er es wagte, ihm eine solch mühsame Arbeit zu übertragen.“ Ljapunow hatte an der gestellten Aufgabe zwei Jahre gearbeitet und sie verschaffte ihm unmittelbar internationale Anerkennung.
Im Jahre 1885 wurde er Privatdozent an der Charkower Universität an dem Lehrstuhl für Mechanik, wo er W. G. Imschenezki ersetzte, der zum Mitglied der Russischen Akademie der Wissenschaften gewählt worden war. Ljapunow hatte schon seit 1880 Vorlesungen am Lehrstuhl für Mechanik gegeben und dafür viel Zeit aufgewendet. Steklow sagte über seine Vorlesungen:

„Ein gut aussehender junger Mann, von der Erscheinung fast wie die anderen Studenten, betrat gemeinsam mit dem alten Dekan, Professor Lewakowski, der von allen Studenten respektiert wurde, das Auditorium. Nachdem der Dekan gegangen war, begann der junge Mann mit zitternder Stimme seine Vorlesung mit einem Thema über die Dynamik des Punktes anstelle der mit dem Thema über die Dynamik von Systemen. Dieser Gegenstand war schon in den Vorlesungen von Professor Delarju enthalten. Ich war in der vierten Klasse. Ich hatte die Vorlesungen in Moskau von Dawidow, Zinger, Soletow und Orlow gehört. Ich war auch schon zwei Jahre an der Charkower Universität gewesen, so dass mir die Mechanik-Vorlesungen vertraut waren. Aber ich kannte den Gegenstand nicht von Anfang an und ich hatte ihn niemals in einem Lehrbuch gesehen. So verflog die Langeweile bei der Vorlesung vollständig. Alexander Michailowitsch errang in einer Stunde – ohne es selbst zu wissen – den Respekt des Auditoriums mit der Gewalt eines Naturtalentes, wie man es in solcher Jugend selten gesehen hat. Von diesem Tage an betrachteten die Studenten ihn mit anderen Augen und bezeigten ihm besonderen Respekt. Oft haben sie es nicht einmal gewagt, mit ihm zu sprechen, um nicht ihr Unwissen zu zeigen.“

Ljapunow lehrte an der Universität Spezialkurse zur Theoretischen Mechanik, Integration von Differentialgleichungen und zur Wahrscheinlichkeitstheorie. Diese Vorlesungen wurden niemals veröffentlicht, sind aber durch Aufzeichnungen der Studenten überliefert. Die Mechanik lehrte er in sechs Fächern: Kinematik, Dynamik der Punktmasse, Dynamik von Punktmassen-Systemen, Theorie der Anziehungskräfte, Theorie der Deformation fester Körper und Hydrostatik. Zur selben Zeit lehrte er zwischen 1887 und 1893 Analytische Mechanik an der Technischen Hochschule Charkow.
Zum Doktor der Wissenschaften (Habilitation) wurde er 1892 promoviert mit der Dissertation Eine allgemeine Aufgabe zur Stabilität einer Bewegung (Общая задача об устойчивости движения). Einer der Gutachter war Nikolai Jegorowitsch Schukowski, einer der Gründer des ZAGI, der über die gleiche Thematik schon zehn Jahre früher eine Dissertation verteidigt hatte. Nach dem Doktorat wurde Ljapunow ordentlicher Professor an der Charkower Universität. Nach Tschebyschows Tod 1894 wurde er 1901 Ordentlicher Professor für den Lehrstuhl für Angewandte Mathematik der Petersburger Universität, wo er sich gänzlich der Lehre und Forschung widmete.
Im Jahre 1908 nahm er am vierten Mathematischen Kongress in Rom teil. Zu dieser Zeit arbeitete er an der Gesamtausgabe der Werke von Euler mit und  war der Herausgeber des 18. und des 19. Bandes dieser Ausgabe. 1916 wurde er zum korrespondierenden Mitglied der Académie des sciences in Paris gewählt. Ende Juni 1917 ging er mit seiner schwer erkrankten Ehefrau zu seinem Bruder Boris nach Odessa. Der drohende Tod seiner Frau, seine eigene Sehbehinderung und die allgemein schlechten Lebensbedingungen führten bei ihm zu Depressionen. Dennoch hielt er seine letzte Vorlesung im September 1918 über die Gleichgewichtsform von Himmelskörpern auf Einladung der Fakultät für Physik und Mathematik in Odessa. Am 31. Oktober starb seine Frau und am selben Tag versuchte er sich zu erschießen. Er lag noch einige Tage im Koma bis zu seinem Tode.
Gewöhnlich arbeitete er vier bis fünf Stunden in der Nacht und oft sogar die ganze Nacht hindurch. Einmal oder zweimal im Jahr besuchte er das Theater oder er ging in ein Konzert. Er hatte viele Studenten. Für die, die ihn wenig kannten, war Ljapunow ein eher verschlossener Mensch. Er hatte eine schlanke Figur, äußerlich wirkte er manchmal ziemlich grob, andererseits hatte er ein heißblütiges und sensibles Temperament.
Er korrespondierte unter anderem mit Henri Poincaré, Jacques Hadamard, Heinrich Burkhardt, Camille Jordan, Paul Appell, Pierre Duhem und Vito Volterra.

## Werk
Von ihm stammen bedeutsame Arbeiten auf den Gebieten der Mechanik und mathematischen Physik, der Differentialgleichungen, der Potentialtheorie, der Stabilität von Dynamischen Systemen und ihrer Gleichgewichtspunkte und der Wahrscheinlichkeitstheorie.
Seine Arbeit von 1898 Über einige Fragen, verbunden mit Dirichlets Aufgaben (О некоторых вопросах, связанных с задачей Дирихле) enthält eine Studie der Eigenschaften des Potentials um Ladungen und Dipole, die kontinuierlich auf einer beliebigen Oberfläche verteilt sind. Seine Arbeit auf diesem Gebiet ist mit der Arbeit Steklows eng verbunden. Ljapunow entwickelte viele wichtige Näherungsmethoden. Seine Methoden, die er 1889 entwickelte, heute als Ljapunow-Methoden bekannt, erlauben, die Stabilität von Lösungen gewöhnlicher Differentialgleichungen zu definieren und zu untersuchen. Er arbeitete die moderne strenge Theorie der Stabilität der Bewegung eines mechanischen Systems mit einer endlichen Anzahl von Parametern aus. In der Wahrscheinlichkeitstheorie verallgemeinerte er die Ergebnisse von Tschebyschow und Markow und bewies schließlich den Zentralen Grenzwertsatz (Satz von Ljapunow) unter weniger speziellen Bedingungen als seine Vorgänger (Ljapunow-Bedingung). Die von ihm benutzte Methode ist heute eine der Grundlagen der Wahrscheinlichkeitstheorie.

## Ehrungen und Mitgliedschaften
Von 1899 bis 1902 war er Vorsitzender der Charkower Mathematischen Gesellschaft und ein Herausgeber ihrer Mitteilungen. Am 2. Dezember 1900 wurde er zum Korrespondierenden Mitglied der Russischen Akademie der Wissenschaften gewählt und am 6. Oktober 1901 zum Ordentlichen Mitglied der Akademie für das Gebiet der Angewandten Mathematik. Er war Ehrendoktor in Charkow, St. Petersburg und Kasan, auswärtiges Mitglied der Accademia dei Lincei (1909) und korrespondierendes Mitglied der Akademie der Wissenschaften in Paris (1916).
Der Mondkrater Lyapunov sowie der Asteroid (5324) Lyapunov sind nach ihm benannt.

## Schriften
- Ausgewählte Werke (Russisch), Moskau, Leningrad 1948
- Gesammelte Werke (Russisch, auch russische Übersetzung der französisch veröffentlichten Aufsätze), 5 Bände, Moskau 1954 bis 1965

Von Ljapunows Hauptwerk „Ein allgemeines Problem der Stabilität der Bewegung“ (erstveröffentlicht 1892 in Russisch und in Charkow 1902) existieren bislang folgende Übersetzungen:
- Liapounoff: Problème général de la stabilité du mouvement. Annales de la faculté des sciences de Toulouse, Sér. 2, 9, 1907, S. 203–474, numdam.org
- Problème générale de la stabilité du mouvement. Annals of Mathematics Studies (ISSN 0066-2313) Nr. 17, Princeton 1949 (Nachdruck der Ausgabe von 1907)
- The General Problem of the Stability of Motion. Taylor & Francis 1992, ISBN 978-0-7484-0062-1.

Weitere Arbeiten sind:
- Über konstante schraubenförmige Bewegungen eines festen Körpers in einer Flüssigkeit (О постоянных винтовых движениях твердого тела в жидкости), 1890
- Sur la stabilité des figures ellipsoidales d’équilibre d’un liquids animé d’un mouvement de rotation, Annales de la Faculté des sciences de l’Université de Toulouse, 2. Reihe, Band 6, 1904, S. 5–116, numdam.org
- Über eine Reihe in der Theorie linearer Differentialgleichungen (Sur une série dans la théorie des équations differentielles linéaires etc.), St. Petersburg 1902
- Recherches dans la théorie de la figure des corps célestes, St. Petersburg, 1903
- Sur l’équation de Clairaut et les équations plus générales de la théorie de la figure des planetes, St. Petersburg, 1904
- Sur un probléme de Tchebycheff, St. Petersburg, 1905
- Nouvelle forme du théorème sur la limite de probabilité, Memoirs Acad. Imp. Sci. St. Petersburg 1902, S. 1–24 (Nachdruck in William J. Adams (Hrsg.), The life and times of the central limit theorem, 2. Auflage, AMS 2009)
- Sur une proposition de la théorie des probabilités, Bull. Acad. Sci. St. Petersburg, Band 13, 1906, S. 126–128 (Nachdruck in Adams, loc.cit.)
- Sur les figures d’équilibre peu différentes des ellipsoids d’une masse liquide homogène doulée d’un mouvement de rotation, 4 Bände, St. Petersburg, 1906–1914
- Problème de minimum dans une question de stabilité des figures d’équilibre d’ masse fiuide en rotation, St. Petersburg, 1908
- Sur certaines séries de figures d’équilibre d’un liquide hétérogéne en rotation, 2 Bände, Leningrad, 1925, 1927 (postum veröffentlicht)
- Arbeiten über Potentialtheorie (Russisch), Moskau, Leningrad, 1949